# Pelidnota burmeisteri
Pelidnota burmeisteri är en skalbaggsart som beskrevs av Hermann Burmeister 1844. Pelidnota burmeisteri ingår i släktet Pelidnota och familjen Rutelidae. Utöver nominatformen finns också underarten P. b. tricolor.